# Leucophenga incurvata
Leucophenga incurvata är en tvåvingeart som beskrevs av Bachli 1971. Leucophenga incurvata ingår i släktet Leucophenga och familjen daggflugor. Inga underarter finns listade i Catalogue of Life.